# Cristina Ingesdotter
Cristina Ingesdotter di Svezia (in svedese Kristina Ingesdotter; XI secolo – 18 gennaio 1122) fu una principessa svedese che sposò il principe Mstislav I di Kiev, divenendo per matrimonio principessa consorte di Velikij Novgorod, Rostov e Belgorod.

## Biografia

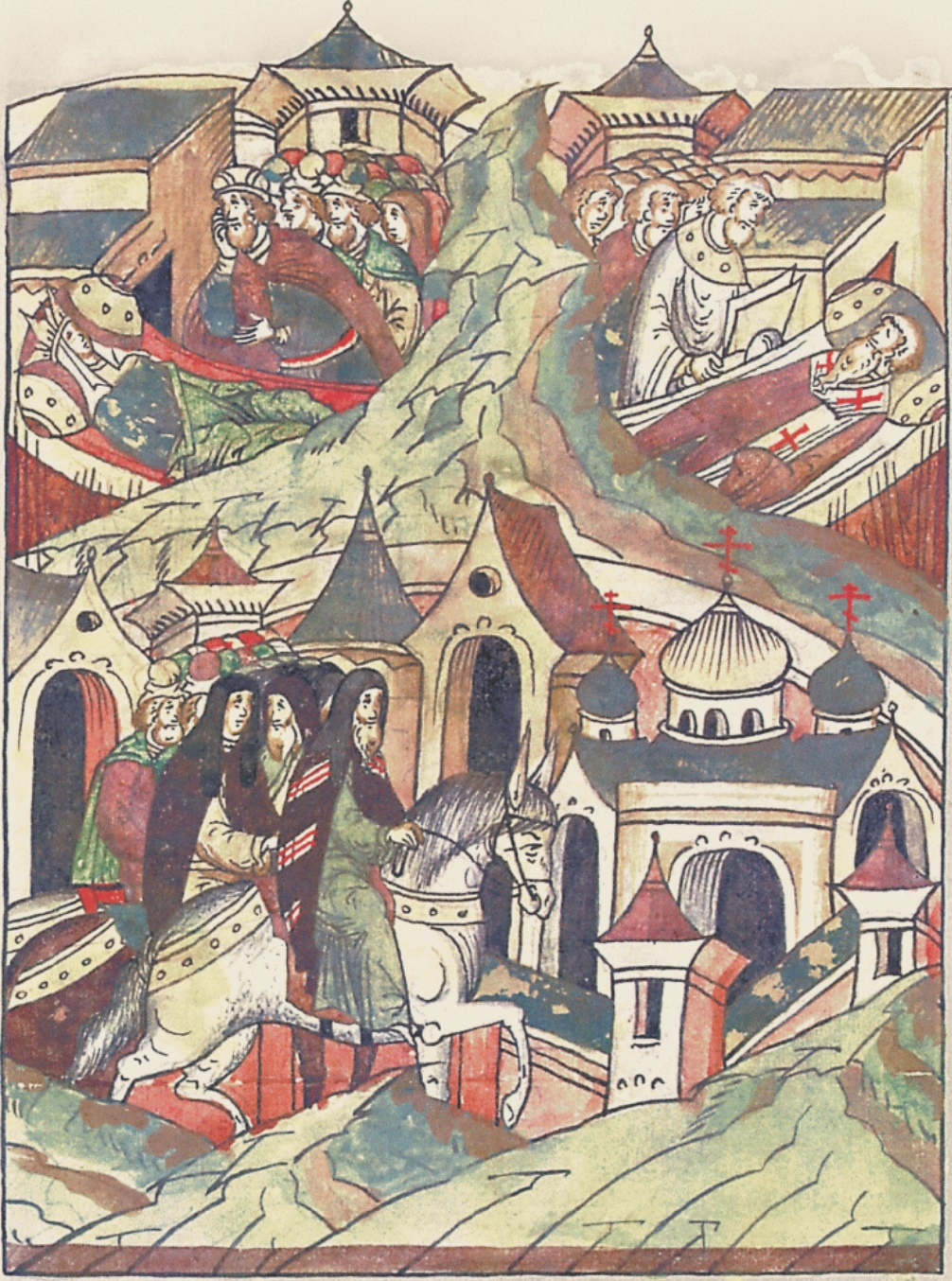
Miniatura del XVI secolo che ritrae Cristina sul letto di morte (in alto a sinistra) con il marito Mstislav I affianco a lei; è poi raffigurata la morte di Danilo Jureviski (in alto a destra) e il corteo funebre composto da membri della corte e chierici (in basso)

Cristina era figlia del re di Svezia Ingold I e della regina Elena. Elena era la sorella del sovrano svedese Blot-Sven, mentre Cristina era probabilmente la più anziana delle tre figlie, in quanto sposatasi prima delle sue sorelle Margherita e Caterina.
La nobildonna sposò Mstislav, all'epoca principe di Velikij Novgorod, Rostov e Belgorod; i titoli passarono anche in capo alla nobildonna svedese in qualità di principessa consorte. Secondo Vasilij Tatiščev, si sposarono nel 1095. Lo storico polacco Dariusz Dąbrowski ha contrastato l'opinione di Tatiščev, sostenendo non si basasse su fonti attendibili. Sarebbe infatti soltanto possibile circoscrivere la data del matrimonio tra il 1090 e il 1096.
Gli archeologi hanno rinvenuto il sigillo personale di Cristina, raffigurante una donna con una corona e l'aureola di una santa, con l'iscrizione "Santa Cristina" in greco. Si ipotizza che la principessa Cristina fosse raffigurata come Santa Cristina nella chiesa di Neredica a Velikij Novgorod, a testimonianza del fatto che forse si sarebbe diffuso localmente un culto nei suoi confronti.
Suo padre, re Ingold il Vecchio, morì nel 1110 e gli succedettero sul trono svedese i nipoti. Vivendo in Rus', Cristina si trovava in Svezia considerata troppo lontana per poter condividere l'eredità del padre, lasciando solo le sue sorelle minori, la regina Margherita di Danimarca e Caterina Ingesdotter come eredi del padre. Tuttavia, è noto che Margherita spartì la sua eredità con la propria nipote Ingrid in Norvegia e con la propria nipote Ingeborg in Danimarca, riservando loro un quarto a testa: Ingeborg era la figlia di Cristina e l'unica dei suoi figli a risiedere in Scandinavia. Visse in Danimarca dopo il suo matrimonio con un principe danese, avvenuto qualche anno dopo, e questo matrimonio poteva essere considerato una quota dell'eredità dopo quella di sua madre, Cristina.
Cristina morì il 18 gennaio 1122. Tre anni dopo la sua morte, il suo consorte Mstislav divenne principe di Kiev.

## Discendenza
Cristina e Mstislav ebbero dieci figli:
1. Ingeborg di Kiev, sposò Canuto Lavard dello Jutland e fu madre di Valdemaro I di Danimarca
2. Malmfreda, sposò (1) Sigurd I di Norvegia; (2) Eric II di Danimarca
3. Dobrodeia, sposò Alessio Comneno, figlio di Giovanni II Comneno
4. Vsevolod di Pskov
5. Maria Mstislavna di Kiev, sposò Vsevolod II di Kiev
6. Izjaslav II di Kiev
7. Rostislav I di Kiev
8. Svjatopolk di Pskov
9. Rogneda, sposò Jaroslav di Volinia
10. Xenia, sposò Briačislav di Izjaslawl